# Лисовец, Анатолий Степанович
Анатолий Степанович Лисовец (21 апреля 1923 года, г. Екатеринослав — 27 июля 2005 года, г. Днепропетровск, Украина) — участник Великой Отечественной войны, полный кавалер Ордена Славы (1955).

## Биография
Родился 21 апреля 1923 года в городе Екатеринослав в семье рабочего. Окончил 7 классов.
В 1943 году призван в РККА.
24 июня 1944 года сержант Лисовец, будучи наводчиком 45-мм пушки 544-го стрелкового полка 152-й стрелковой дивизии 28-й армии 1-го Белорусского фронта, в 11 км к северо-западу от посёлка Озаричи Калинковичского района Гомельской области Белорусской ССР прямой наводкой подавил пулемётную точку и уничтожил около 10 солдат противника. При форсировании реки Тремля в 20 км к западу от посёлка Озаричи одним из первых переправился на правый берег, гранатами подорвал дзот и уничтожил несколько вражеских солдат. 30 июля 1944 года награждён орденом Славы 3 степени.
Во время боёв в период с 28 февраля по 1 марта 1945 года в 3 км к северо-западу от посёлка Цинтен в Восточной Пруссии (ныне посёлок Корнево Багратионовского района Калининградской области) точным огнём разбил самоходное орудие противника и сразил более отделения вражеской пехоты. 31 марта 1945 года награждён орденом Славы 2 степени.
21 февраля 1945 года, будучи командиром огневого взвода, подбил вражеский танк, уничтожил 6 пулемётных точек противника и до 20 вражеских солдат и офицеров, отразил 3 контратаки противника. 17 мая 1945 года повторно награждён орденом Славы 2 степени, 19 августа 1955 года указом Президиума Верховного Совета СССР перенаграждён орденом Славы 1 степени.
В 1947 году демобилизован, после демобилизации жил в Днепропетровске, работал мастером на Южмаше.
Умер 27 июля 2005 года в Днепропетровске.

## Награды
- медаль «За отвагу» (4.3.1945)[3]
- орден Славы 3 степени (30.7.1945)[1]
- орден Славы 2 степени (31.3.1945)[2]
- орден Славы 2 степени (17.5.1945), перенаграждён орденом Славы 1 степени (19.8.1955)
- орден Отечественной войны 1 степени (11.3.1985)[4]